# Tim Duncan
Pour les articles homonymes, voir Duncan.
Timothy Theodore Duncan dit Tim Duncan, né le 25 avril 1976 à Christiansted sur l'île de Sainte-Croix dans les Îles Vierges américaines, est un joueur puis entraîneur américain de basket-ball, mesurant 2,11 m. Il joue pendant 19 saisons dans l'équipe de NBA des Spurs de San Antonio avec laquelle il remporte cinq titres de champion NBA. Il est considéré comme le meilleur ailier fort et l'un des 10 meilleurs joueurs de tous les temps par le magazine SLAM en 2010. Duncan annonce sa retraite le 11 juillet 2016. Lors de la saison NBA 2019-2020, Duncan est entraîneur adjoint de son ancien entraîneur aux Spurs, Gregg Popovich.

## Les débuts
Tim Duncan est dans sa jeunesse l'un des meilleurs espoirs en natation, principalement sur 400 mètres nage libre, et rêve d'imiter sa sœur Tricia qui avait disputé les Jeux olympiques de Séoul en 1988. Deux événements majeurs vont alors fortement le toucher et orienter son avenir. En septembre 1989, l'ouragan Hugo ravage la seule piscine de dimension olympique de l'île de Sainte-Croix. Confronté à des conditions d'entraînement désormais difficiles, devant principalement s'entraîner dans l'océan, et connaissant une baisse dans sa progression, il décide d'abandonner la natation pour le basket-ball. Puis la veille de son 14e anniversaire, sa mère meurt d'un cancer. Peu avant, elle lui avait fait promettre, ainsi qu'aux deux sœurs de Tim, Cheryl et Tricia, de finir ses études et d'obtenir un diplôme. Il respectera plus tard cette promesse en refusant les offres alléchantes des franchises NBA pour finir son cursus universitaire.
Ayant commencé tardivement le basket-ball, il éprouve quelques difficultés à exprimer son potentiel mais finit par devenir le joueur dominant de son lycée, le St. Dunstan’s Episcopal High School, concluant son année senior avec 25 points de moyenne. Dès lors, plusieurs universités, dont Providence, Hartford ou Delaware, tentent de le recruter, mais c'est pour l'entraîneur de Wake Forest, Dave Odom, que Tim Duncan décide de jouer.

## Carrière universitaire
Duncan rejoint une équipe de l'élite du championnat universitaire américain, les Demon Deacons de Wake Forest, puisque celle-ci a atteint le Sweet Sixteen (demi-finale régionale, l'équivalent d'un huitième de finale), lors du tournoi final NCAA 1993. Cependant c'est aussi une équipe en reconstruction puisque son meilleur joueur, Rodney Rogers, vient de quitter l'équipe pour s'inscrire à la Draft 1993 de la NBA.
Lors de sa première année, 1993-1994, Duncan et son coéquipier Randolph Childress mènent l'équipe à un bilan médiocre de 20 victoires pour 11 défaites. Si Duncan commence à imposer son jeu poste bas et ses tirs à mi-distance, c'est surtout ses grandes qualités défensives, notamment au contre et au rebond, qui le font remarquer. Il finit ainsi sa première année avec des statistiques de 9,8 points (55 % d'adresse générale et 75 % aux lancers-francs) 9,6 rebonds et 3,76 contres. Il est alors sélectionné pour représenter les États-Unis aux Goodwill Games de 1994.
Lors de son année sophomore (2e année), il passe un cap et conduit son équipe en finale du tournoi de la prestigieuse Atlantic Coast Conference (ACC) contre les Tar Heels de la Caroline du Nord. Lors de ce match, il musèle la star des Tar Heels Rasheed Wallace tandis que Randolph Childress offre le titre à Wake Forest sur un panier dans les ultimes secondes de la prolongation. Les Demon Deacons se présentent donc confiants au tournoi final NCAA, mais une fois encore leur parcours se conclut au stade du Sweet Sixteen après une défaite, 66-71, contre l'équipe des Cowboys d'Oklahoma State de Bryant "Big Country" Reeves. La saison n'en demeure pas moins positive tant d'un point de vue collectif avec le titre de l'ACC que d'un point de vue personnel puisque Duncan est élu Défensive Player of the Year, joueur défensif de l'année. Il est également élu dans la All-ACC First Team, le 5 majeur idéal de sa conférence, récompense qu'il obtient également lors de ses 2 dernières années universitaires grâce à des statistiques en forte hausse : 16,8 points (59 % d'adresse générale et 74 % aux lancers-francs) 12,5 rebonds 2,1 passes décisives et 4,2 contres.
En junior (3e année), la donne change pour Duncan et son équipe puisque Randolph Childress se présente à la draft. Mais Duncan en leader incontesté mène Wake Forest, malgré l'inexpérience de ses coéquipiers, à un nouveau titre lors du tournoi de la conférence ACC. Malheureusement, grippé, il échoue lors de la March Madness, à nouveau lors du Sweet Sixteen. Éblouissant tout au long de l'année, Duncan (19,1 points, 12,3 rebonds, 2,9 passes décisives, 3,7 contres) est à nouveau élu Défensive Player of the Year et meilleur joueur de sa conférence.
Pour sa dernière année, Duncan reçoit l'aide dans la raquette du jeune pivot prometteur Loren Woods. L'équipe remporte ses 13 premiers matches mais échoue une fois encore au tournoi final, cette fois-ci au 2e tour, contre les Cardinal de Stanford (72-66) et son meneur star Brevin Knight. Cependant sa magnifique saison (20,8 points, 14,7 rebonds, 3,2 passes et 3,3 contres) lui vaut tous les honneurs individuels : meilleur joueur de l'ACC, meilleur défenseur NCAA pour la 3e fois et surtout meilleur joueur NCAA puisqu'il remporte le Trophée Wooden et le Naismith College Player of the Year 1997.
En terminant son cursus universitaire, il est à contre-courant de la tendance de la fin des années 1990, où la plupart des joueurs s'inscrivent à la Draft de la NBA après un an ou deux à l'université, voire directement après le lycée. Tim Duncan devient à la fin de sa carrière universitaire le deuxième meilleur contreur de l'histoire de la NCAA et l'un des dix joueurs à avoir compilé plus de 2 000 points et 1 500 rebonds en carrière.

## Carrière en NBA

### "Twin Towers" (1997-2003)
Tim Duncan est sélectionné au premier rang de la draft 1997 par les Spurs de San Antonio, équipe qui sort d'une saison catastrophique à la suite de la blessure de son joueur majeur, David Robinson. L'impact de l'ancien de Wake Forest est immédiat et il est choisi par les entraîneurs pour disputer le All-Star Game, sélection rare pour une 1re année. Auteur d'une très belle saison individuelle (21,1 points, 11,9 rebonds, 2,7 passes et 2,5 contres) et collective (56 victoires pour 26 défaites, deuxième de la Midwest Division), il est facilement élu NBA Rookie of the Year (meilleur débutant). Le duo qu'il forme avec David Robinson leur vaut le titre de nouvelles « Twin Towers » de la NBA, en référence à la paire que formaient Hakeem Olajuwon et Ralph Sampson dans les années 1980. En play-off, les Spurs éliminent les Suns de Phoenix (Jason Kidd, Kevin Johnson, Steve Nash, Rex Chapman, Dennis Scott, George McCloud, Antonio McDyess…) 3 manches à 1, mais tombent en demi-finale de conférence contre le Jazz de l'Utah (Karl Malone, John Stockton, Jeff Hornacek) 4 manches à 1.
Durant la saison 1999 raccourcie à 50 matches à cause du lock-out (mise à pied collective des joueurs à la suite du litige concernant la limitation des salaires), les Spurs malgré un départ médiocre finissent fort pour remporter leur division. Duncan, fer de lance de l'équipe, récolte les récompenses individuelles. Il est élu dans la All-NBA First Team (le 5 idéal) et la NBA All-Defensive Team (la meilleure équipe défensive) et finit 3e à l'élection du NBA Most Valuable Player (meilleur joueur) de la saison régulière. L'homogénéité du 5 majeur (Avery Johnson, Sean Elliott, Mario Elie et les "tours jumelles") écrase la concurrence en playoffs. Reposant sur une défense de fer et la domination du duo d'intérieurs Duncan-Robinson, les Spurs dominent leur conférence (3-1 contre les Timberwolves du Minnesota, 4-0 contre les Lakers de Los Angeles et 4-0 contre les Trail Blazers de Portland) avant d'achever les Knicks de New York en finale (4-1). San Antonio obtient le premier titre de son histoire et Duncan est élu MVP des Finales (27,4 points, 14 rebonds et 2,2 contres).
Devant se passer de leur ailier Sean Elliott, qui souffre de graves problèmes rénaux et doit subir une transplantation, les Spurs ne dominent pas comme prévu la ligue et finissent même seulement seconds de leur division (53 victoires, 29 défaites). Duncan lui tient parfaitement son rang (23,2 points, 12,4 rebonds, 3,2 passes, 2,2 contres) et se retrouve à nouveau sélectionné dans la All-NBA First Team et la All-Defensive First Team. Il est bien sûr aussi convié au All-Star Game où il obtient, en compagnie de Shaquille O'Neal, le titre de MVP. Malheureusement à 5 matches de la fin de la saison régulière, Duncan se blesse et doit déclarer forfait pour les play-offs. Sans son joueur majeur, et malgré le retour d'Elliott et le talent de Robinson, San Antonio ne peut passer l'obstacle Phoenix (3-1) au premier tour.
Au complet pour la saison 2000-2001, les Spurs remportent leur division (58 victoires, 24 défaites) en palliant le vieillissement de leur cinq majeur, par l'intégration progressive de jeunes joueurs comme Antonio Daniels, Derek Anderson ou Malik Rose. Pour la troisième fois en quatre ans, Duncan mène la ligue au nombre de double-doubles (au moins 10 unités dans deux catégories statistiques) avec 66 et dispute le All-Star Game. Mais, 
en play-offs, après avoir sorti Minnesota (3-1) et Dallas (4-1), les Spurs subissent la domination du champion sortant, les Lakers de Los Angeles, 4-0.
La saison 2001-2002 marque le sommet de la dépendance des Spurs envers son ailier fort. En effet à côté de lui, les joueurs apparaissent soit en fin de parcours (David Robinson, Steve Smith, Terry Porter, Danny Ferry), soit trop inexpérimentés (Tony Parker, Antonio Daniels, Stephen Jackson). Dream Tim réalise une bonne saison (25,5 points, 12,7 rebonds, 3,7 passes, 2,5 contres) et obtient une nouvelle sélection au All-Star Game, dans la All-NBA First Team et la All-Defensive First Team, et le titre de MVP de la saison. Il devient aussi le cinquième joueur de l'histoire à se classer dans le top 5 aux points, rebonds et contres (après Kareem Abdul-Jabbar, Patrick Ewing, Hakeem Olajuwon et Shaquille O'Neal) et demeure le premier au classement des double-doubles (67). San Antonio en profite pour conserver son titre de division (58-24), mais tombe encore sur les Lakers (4-1) en demi-finale de conférence après un succès au premier tour sur les SuperSonics de Seattle (3-2).
Pour la saison 2002-2003, ce qu'on appellera à partir de la saison 2004-2005 le Big Three, l'association de Tony Parker, Manu Ginóbili et Tim Duncan voit le jour. Cette année apparaît d'autant plus charnière qu'elle est la dernière du pivot mythique de l'équipe David Robinson. Duncan, toujours aussi dominateur, remporte son deuxième titre de MVP, et mène les siens à un nouveau titre de division (60-22). Manquant encore de régularité, notamment dans l'adresse extérieure, l'équipe est soumise à de fortes sautes d'humeur, mais parvient enfin à battre les Lakers. En effet après un succès initial sur les Suns (4-2), les triples champions en titre tombent en 6 manches en demi-finale de conférence. Les Spurs atteignent la finale après un dernier succès sur Dallas (4-2) et remportent leur 2e titre en venant à bout des Nets du New Jersey de Jason Kidd (4-2). Lors de la sixième manche, Duncan est tout proche du quadruple-double avec 21 points, 20 rebonds, 10 passes décisives et 8 contres. MVP des Finales, Tim Duncan réalise 32 contres sur cette série, un record toujours valide en 2015.

### Leader des Spurs (2003-2007)

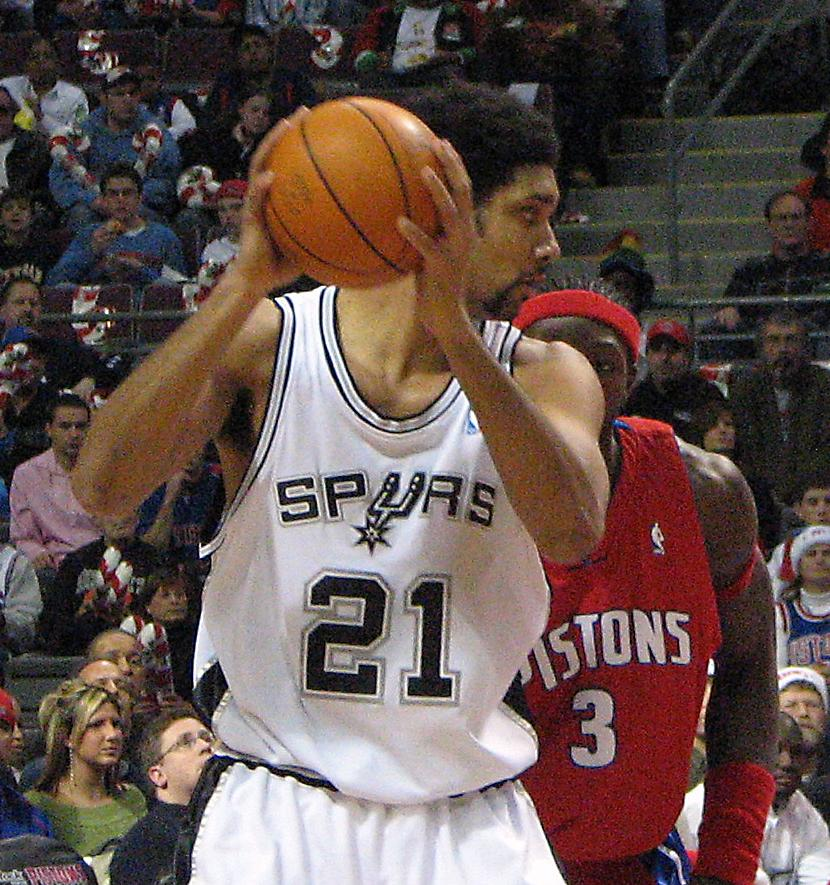
Tim Duncan au duel avec Ben Wallace en 2005.

Tim Duncan qui remporte un troisième titre NBA en 2005 est élu par les journalistes, cette même année, joueur le plus efficace parmi les quatre grands sports américains (basket-ball, baseball, football américain et hockey sur glace).[réf. souhaitée] Une fois retiré des parquets, il cite ce titre de 2005, remporté lors de la septième manche, comme son préféré : « On était à -15 à un moment donné. On prenait conscience qu’on était arrivé si loin [pour échouer si près du but] (...) Ce match 7 face à Rasheed, McDyess et Ben Wallace, et tous ces grands athlétiques et qui ne vont rien lâcher. Sachant qu’on courait après le score, qu’on se faisait brasser, et puis on a commencé un run, et ça s’est terminé en apothéose. C’est un souvenir marquant pour moi ».
À cause d'une blessure au pied, Duncan livre une saison 2005-2006 assez décevante et les Spurs se font éliminer en demi-finales de conférence par les Mavericks de Dallas.
Lors de la saison 2006-2007, Tim Duncan emmène San Antonio à la troisième place de la conférence Ouest avec 58 victoires et 24 défaites. « Dream Tim » termine la saison avec une moyenne de 20,0 points, 10,6 rebonds et 3,4 passes décisives. Il est élu dans l’équipe type défensive de la saison 2006-2007. Il est accompagné par Bruce Bowen qui termine avec le plus de votes. Les playoffs NBA 2007 sont synonymes de succès, les Spurs éliminent les Nuggets sur le score de 4-1. San Antonio avait perdu la première rencontre, mais l’expérience, la défense et les qualités athlétiques des joueurs de l'équipe prévalent et les Spurs gagnent les quatre matches suivants. La demi-finale se joue contre Phoenix. Duncan est à nouveau champion NBA avec les Spurs en réalisant un sweep (4-0) face aux Cavaliers de LeBron James. Par contre, pour la première fois il n'est pas désigné MVP de la finale puisque c'est Tony Parker qui remporte la prestigieuse distinction.

### Déceptions en playoffs (2008-2013)

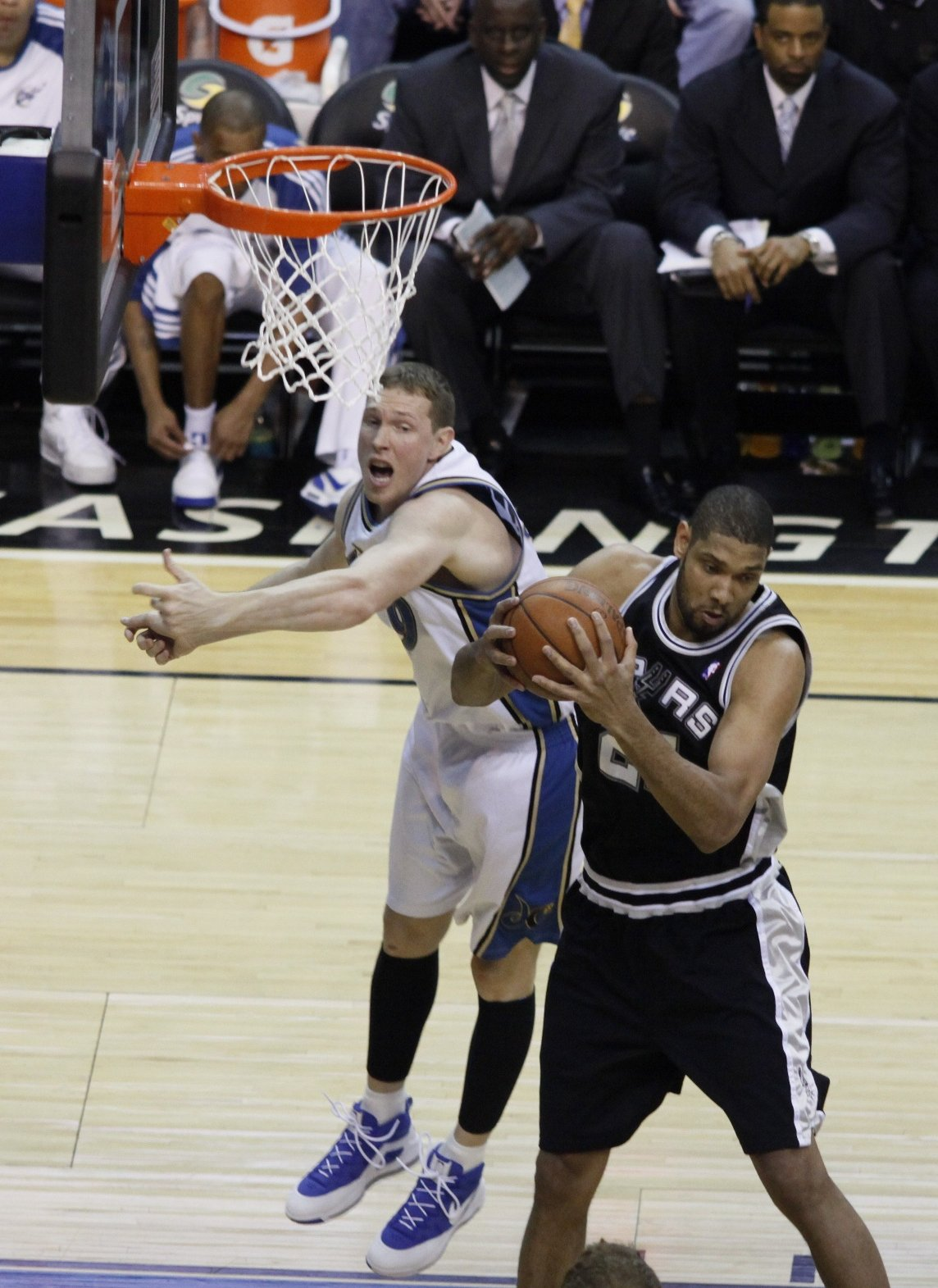
Duncan, 2009

Avec Duncan en bonne santé, San Antonio finit la saison régulière 2007-2008 avec un bilan de 56 victoires et 26 défaites, terminant derrière les Lakers de Los Angeles et les Hornets de la Nouvelle-Orléans dans la Conférence Ouest. En playoffs, les Spurs affrontent au premier tour les Suns de Phoenix. Les Suns, vaincus par les Spurs dans trois des quatre dernières saisons de playoffs, comptent dans leur effectif Shaquille O'Neal, le pivot dominateur des années 2000. Dans le premier match, Duncan marque 40 points avec un rare trois points qui envoie le match en prolongation. Les Spurs éliminent les Suns en cinq matchs. Dans le premier match du tour suivant contre les Hornets de Chris Paul, San Antonio est sèchement battu 101-82 tandis que Duncan a joué l'un de ses pires matchs de playoffs en carrière, avec seulement 5 points et 3 rebonds. Les Spurs perdent le match suivant également, mais reviennent dans les matchs 3 et 4. Duncan marque 20 points et prend 15 rebonds dans le match 6, et les Spurs remportent la série dans le septième match. Toutefois, les Lakers, leurs grands rivaux, les battent en finale de conférence, et les Spurs une fois de plus échouent dans leur quête d'un deuxième titre consécutif.
Duncan commence la saison 2008-2009 avec de bonnes performances en points et en rebonds par match. Mais, une tendinite au genou lui est diagnostiquée et Ginóbili se blesse, étant indisponible pour la plupart de la saison. San Antonio se qualifie toutefois pour les playoffs avec la troisième place de sa conférence avec un bilan de 54 victoires pour 28 défaites. Ayant un effectif vieillissant en sortie de banc (Bowen, Michael Finley et Kurt Thomas), les Spurs sont battus 4-1 par les Mavericks de Dallas, et les Spurs ont été éliminés au premier tour des séries éliminatoires pour la première fois depuis 2000.
Les Spurs cherchent à offrir une distribution plus solide dans la raquette pour la saison 2009-2010, ils recrutent Richard Jefferson, Theo Ratliff, Antonio McDyess, Keith Bogans et draftent DeJuan Blair. Duncan est nommé « joueur de la semaine pour la Conférence Ouest » pour la dernière semaine de novembre. Même à 34 ans, il est resté une constante menace, étant un des trois seuls joueurs de la ligue à la mi-saison avec des moyennes d'au moins 20 points et 10 rebonds par match. Le 21 janvier 2010, Duncan est nommé pivot titulaire pour le NBA All-Star Game 2010. Après avoir réalisé une autre saison à plus de 50 victoires, les Spurs sont qualifiés pour les playoffs, et défont Dallas 4-2 avant de perdre 4-0 face à Phoenix lors du prochain tour.

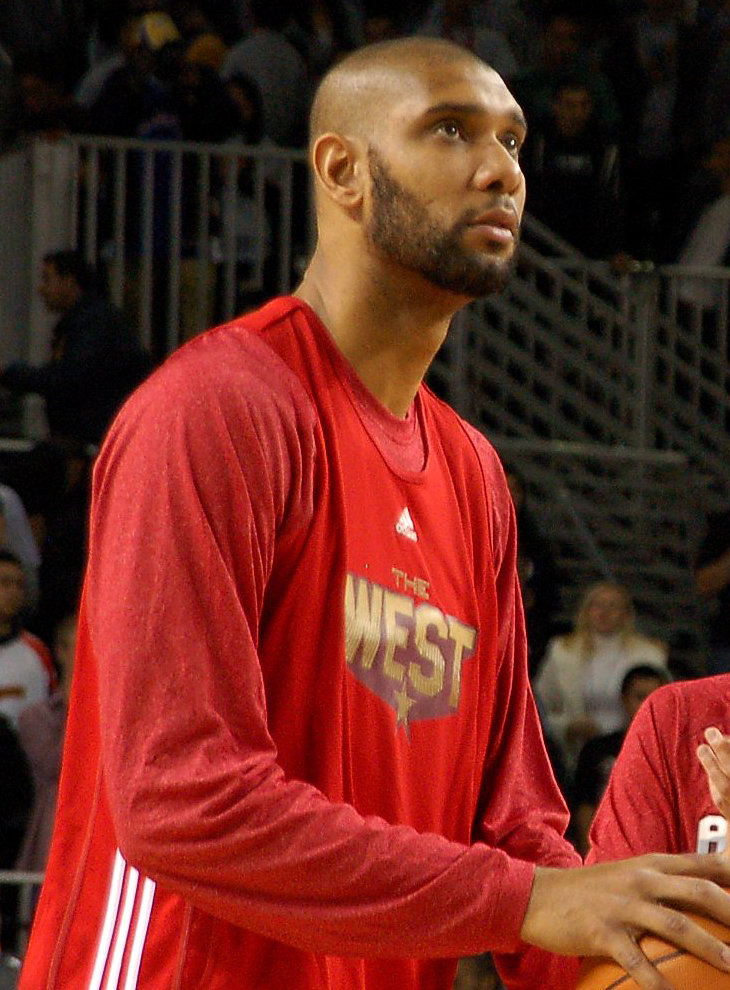
Tim Duncan au NBA All-Star Game 2011 de Los Angeles.

Après onze matchs dans la saison 2010-2011, Duncan devient le Spurs ayant marqué le plus de points et ayant joué le plus de matchs de l'histoire de la franchise. En déplacement, les Spurs réalisent une série de 12 victoires consécutives pour avoir un bilan de 13-2 après 15 matchs. Le 30 novembre 2010, Duncan enregistre son troisième triple-double en carrière contre les Golden State Warriors. 12 jours plus tard, dans un match contre les Portland Trail Blazers, Duncan devient le 94e joueur de l'histoire de la NBA à jouer 1 000 matchs . Depuis son premier match, ses résultats avec les Spurs ont été de 707 victoires et 293 défaites, seul Scottie Pippen (715-285) a un meilleur bilan avec son équipe à travers ses 1000 premiers matchs. Les Spurs ont un bilan de 29-4 après 33 matchs, ce qui est l'un des dix meilleurs démarrages de l'histoire de la NBA et mènent la ligue avec un bilan de 35-6 à mi-saison. Bien que Duncan produit son plus bas total de points et rebonds par match en carrière, les Spurs terminent la saison régulière en tête de la conférence Ouest pour les playoffs NBA 2011, et terminent deuxième dans la ligue (derrière les Bulls de Chicago). Malgré un bilan de 61-21, les Spurs sont battus 4-2 par les Grizzlies de Memphis dès le premier tour.
Les Spurs terminent la saison 2011-2012 avec le meilleur bilan (50-16) de la conférence Ouest, à égalité avec les Bulls. Le trio Duncan-Parker-Ginóbili commence les playoffs NBA 2012 bien reposé et en bonne santé. Les Spurs balayent le Jazz de l'Utah et les Clippers de Los Angeles 4-0 dans les deux premiers tours. Le 31 mai 2012, dans le troisième match de la finale de la conférence Ouest contre le Thunder d'Oklahoma City, Duncan établit un record de contres en carrière en séries éliminatoires dépassant Kareem Abdul-Jabbar mais le Thunder bat les Spurs 4-2.
Le 10 juillet 2012, Duncan accepte de re-signer avec les Spurs sur un contrat de trois ans.
Durant les playoffs 2013, les Spurs rencontrent les Lakers de Los Angeles au premier tour. Privés de Kobe Bryant, les Lakers sont battus 4-0. Les Spurs affrontent les Warriors du Golden State menés par Stephen Curry dans la série suivante. Les Spurs parviennent à l'emporter 4-2, grâce à un bon Tony Parker et un excellent Tim Duncan. En finale de la conférence ouest, les Spurs affrontent les Grizzlies de Memphis, qui sont dépassés par un très bon collectif des Texans. San Antonio devient une nouvelle fois champion de sa conférence. Le 6 juin 2013, lors de l'ouverture des finales NBA à Miami, Tony Parker inscrit, dans les dernières secondes, un panier très difficile qui donne la victoire aux siens face au Heat de Miami. À la fin du match 6, alors que les Spurs mènent 3-2 dans ces finales, ils prennent un avantage de 5 points dans les 40 dernières secondes. Le titre leur semble acquis, mais LeBron James tout d'abord, puis Ray Allen (après un lancer franc de Kawhi Leonard) ramènent Miami dans le match grâce à 2 paniers à 3 points. Les Spurs s'inclinent en prolongation 103-100. Lors du 7e et dernier match, les Spurs courent au score pendant tout le match. A 50 secondes du terme, Tim Duncan rate un panier crucial en pénétration, puisqu'il aurait permis à San Antonio de revenir à 90-90. Au bout de la possession suivante, LeBron James se charge de creuser un écart décisif (92-88). Le Heat s'impose sur son parquet 95-88. LeBron James est élu MVP des finales pour la deuxième année consécutive. Tim Duncan dit, après le match, que ce tir raté le hantera jusqu'à la fin de sa carrière.

### Cinquième titre de champion (2013-2014)
En mai 2014, Duncan devient avec Tony Parker et Manu Ginóbili le trio de joueurs ayant remporté ensemble le plus de rencontres de playoffs, devançant le trio des Lakers formé par Magic Johnson, Michael Cooper et Kareem Abdul-Jabbar (cependant, le trio des Lakers a établi ce précédent record de 110 victoires à une époque où les séries de playoffs comptaient moins de rencontres). Lors du quatrième match des Finales face au Heat de LeBron James, Tim Duncan bat les records NBA de double-doubles (158) et de minutes jouées en play-offs (8 869) détenus jusque-là par Magic Johnson et Kareem Abdul-Jabbar. Les Spurs remportent la finale 4-1, et Tim Duncan obtient son cinquième titre.

### À la poursuite du sixième titre et fin de carrière (2014-2016)
En novembre 2014, Duncan dépasse les 14 000 rebonds et les 25 000 points en carrière,. Alors que les Spurs sont en difficulté de par de nombreuses blessures et méformes que ses joueurs ont rencontré avec 36 victoires pour 23 défaites et seulement la septième place de la conférence Ouest, Tim Duncan garde son calme : « Quand on perd des matchs, trois ou quatre d’affilée comme nous l’avons fait, les gens commencent à paniquer et veulent changer certaines choses, voire tout. Il faut rester droit et comprendre que c’est un travail en cours de progression, que nous ne sommes pas dans une si mauvaise position qu’il ne le semble. ». Il porte son équipe dans une série vingt succès en vingt-trois matchs pour retrouver la troisième place quelques jours avant la fin de la saison régulière avec 29 points, 10 rebonds et 3 contres, dont un décisif sur la dernière action de la rencontre sur James Harden pour l'emporter face aux Rockets de Houston.
Le 9 juillet 2015, il prolonge de deux années chez les Spurs en divisant son salaire par deux, soit cinq millions de dollars par saison.
Au début de la saison 2015-2016, Duncan devient le 7e meilleur rebondeur (dépassant Robert Parish) puis le 5e meilleur contreur de l'histoire de la NBA en dépassant son ancien mentor, David Robinson.
Début janvier 2016, de retour de blessure, il effectue une rencontre sans inscrire le moindre point interrompant une série de 1 359 matches avec au moins un point inscrit, la plus longue de la NBA devant les 1 356 de Karl Malone. Le 27 février 2016, il devient à la faveur d'une victoire sur les Rockets de Houston le 6e meilleur rebondeur de l'histoire de la NBA (14 971 à cette date) surpassant Karl Malone et fait le même soir son 3000e contre en carrière, cinquième meilleure performance. Alors que les Spurs accueillent l'équipe en tête du championnat le 19 mars, Boris Diaw (14 points et 8 rebonds en 35 minutes) commence la rencontre - victorieuse - face aux Warriors de Golden State avec Duncan sur la banc, pour seulement la troisième fois de sa carrière. Il accepte sans broncher ce choix tactique de Gregg Popovich décidé pour profiter de la polyvalence et de la rapidité de Diaw alors que les Californiens étaient diminués à l'intérieur,. Le succès du 5 avril 2016 sur le terrain du Jazz de l'Utah est sa 1000e victoire, troisième total le plus élevé de l'histoire après les 1074 de Kareem Abdul-Jabbar et les 1014 de Robert Parish, mais il est le premier à atteindre ce palier avec une seule équipe au long de sa carrière. Lors de la quatrième manche du premier tour face à Memphis, il dispute son 245e match de play-offs, la deuxième performance de la ligue après les 259 de Derek Fisher. Son équipe s'incline ensuite dans sa série contre le Thunder d'Oklahoma City.
Duncan annonce la fin de sa carrière en juillet 2016.

### Carrière d'entraîneur
En juillet 2019, les Spurs annoncent que Tim Duncan devient un des adjoints de Gregg Popovich, son entraîneur pendant toute sa carrière professionnelle. En novembre 2020, Duncan quitte son poste d'entraîneur adjoint, qu'il n'aura donc assumé qu'une saison.

## Postérité
Le maillot no 21 de Duncan est retiré par la franchise le 18 décembre 2016 lors d'une cérémonie après le match contre les Pelicans de La Nouvelle-Orléans. Il devient le huitième joueur de la franchise texane à avoir son nom au plafond de l'AT&T Center.

« Je ne serais pas ici sans Tim Duncan. C’est la personne la plus vraie, stable et fidèle que j’ai rencontrée dans ma vie. »

— Gregg Popovich

« C'est une superstar comme on en verra jamais d'autres, il rendait ses coéquipiers meilleurs. »
— Tony Parker lors de la cérémonie du 18/12/2016

## Statistiques en NBA

### Saison régulière
Légende :
| Titre MVP de la saison régulière | Champion NBA | Titre de Rookie de l'année |

gras = ses meilleures performances
| Saison        | Équipe      | Matchs | Titul. | Min./m | % Tir | % 3pts | % LF | Rbds/m. | Pass/m. | Int/m. | Ctr/m. | Pts/m. |
| ------------- | ----------- | ------ | ------ | ------ | ----- | ------ | ---- | ------- | ------- | ------ | ------ | ------ |
| 1997-1998     | San Antonio | 82     | 82     | 39,1   | 54,9  | 0,0    | 66,2 | 11,9    | 2,7     | 0,7    | 2,5    | 21,1   |
| 1998-1999     | San Antonio | 50     | 50     | 39,3   | 49,5  | 14,3   | 69,0 | 11,4    | 2,4     | 0,9    | 2,5    | 21,7   |
| 1999-2000     | San Antonio | 74     | 74     | 38,9   | 49,0  | 9,1    | 76,1 | 12,4    | 3,2     | 0,9    | 2,2    | 23,2   |
| 2000-2001     | San Antonio | 82     | 82     | 38,7   | 49,9  | 25,9   | 61,8 | 12,2    | 3,0     | 0,9    | 2,3    | 22,2   |
| 2001-2002     | San Antonio | 82     | 82     | 40,6   | 50,8  | 10,0   | 79,9 | 12,7    | 3,7     | 0,7    | 2,5    | 25,5   |
| 2002-2003     | San Antonio | 81     | 81     | 39,3   | 51,3  | 27,3   | 71,0 | 12,9    | 3,9     | 0,7    | 3,0    | 23,3   |
| 2003-2004     | San Antonio | 69     | 68     | 36,6   | 50,1  | 16,7   | 59,9 | 12,5    | 3,1     | 0,9    | 2,7    | 22,3   |
| 2004-2005     | San Antonio | 66     | 66     | 33,4   | 49,6  | 33,3   | 67,0 | 11,1    | 2,7     | 0,7    | 2,6    | 20,3   |
| 2005-2006     | San Antonio | 80     | 80     | 34,8   | 48,4  | 40,0   | 62,9 | 11,0    | 3,2     | 0,9    | 2,0    | 18,6   |
| 2006-2007     | San Antonio | 80     | 80     | 34,1   | 54,6  | 11,1   | 63,7 | 10,6    | 3,4     | 0,8    | 2,4    | 20,0   |
| 2007-2008     | San Antonio | 78     | 78     | 34,0   | 49,7  | 0,0    | 73,0 | 11,3    | 2,8     | 0,7    | 2,0    | 19,3   |
| 2008-2009     | San Antonio | 75     | 75     | 33,6   | 50,4  | 0,0    | 69,2 | 10,7    | 3,5     | 0,5    | 1,7    | 19,3   |
| 2009-2010     | San Antonio | 78     | 77     | 31,3   | 51,8  | 18,2   | 72,5 | 10,1    | 3,2     | 0,6    | 1,5    | 17,9   |
| 2010-2011     | San Antonio | 76     | 76     | 28,4   | 50,0  | 0,0    | 71,6 | 8,9     | 2,7     | 0,7    | 1,9    | 13,5   |
| 2011-2012     | San Antonio | 58     | 58     | 28,2   | 49,2  | 0,0    | 69,5 | 9,0     | 2,3     | 0,7    | 1,5    | 15,4   |
| 2012-2013     | San Antonio | 69     | 69     | 30,1   | 50,2  | 28,6   | 81,7 | 9,9     | 2,7     | 0,7    | 2,7    | 17,8   |
| 2013-2014     | San Antonio | 74     | 74     | 29,2   | 49,0  | 0,0    | 73,1 | 9,7     | 3,0     | 0,6    | 1,9    | 15,1   |
| 2014-2015     | San Antonio | 77     | 77     | 28,9   | 51,2  | 28,6   | 74,0 | 9,1     | 3,0     | 0,8    | 2,0    | 13,9   |
| 2015-2016     | San Antonio | 61     | 60     | 25,2   | 48,8  | 0,0    | 70,2 | 7,3     | 2,7     | 0,8    | 1,3    | 8,6    |
| Carrière      |             | 1392   | 1389   | 34,0   | 50,6  | 17,9   | 69,6 | 10,8    | 3,0     | 0,7    | 2,2    | 19,0   |
| All-Star Game |             | 15     | 12     | 20,7   | 54,8  | 25,0   | 76,5 | 9,1     | 2,1     | 0,8    | 0,5    | 9,3    |

Note: *Les saisons 1998-1999 et 2011-2012 ont été réduites respectivement à 50 et 66 matchs en raison d'un Lock out.

Dernière modification le 13 avril 2016

### Playoffs
Légende :
| Titre MVP des finales NBA | Titre NBA |

| Saison   | Équipe      | Matchs | Titul. | Min./m | % Tir | % 3pts | % LF | Rbds/m. | Pass/m. | Int/m. | Ctr/m. | Pts/m. |
| -------- | ----------- | ------ | ------ | ------ | ----- | ------ | ---- | ------- | ------- | ------ | ------ | ------ |
| 1998     | San Antonio | 9      | 9      | 41,6   | 52,1  | 0,0    | 66,7 | 9,0     | 1,9     | 0,6    | 2,6    | 20,7   |
| 1999     | San Antonio | 17     | 17     | 43,1   | 51,1  | 0,0    | 74,8 | 11,5    | 2,8     | 0,8    | 2,7    | 23,2   |
| 2001     | San Antonio | 13     | 13     | 40,5   | 48,8  | 100,0  | 63,9 | 14,5    | 3,8     | 1,1    | 2,7    | 24,4   |
| 2002     | San Antonio | 9      | 9      | 42,2   | 45,3  | 33,3   | 82,2 | 14,4    | 5,0     | 0,7    | 4,3    | 27,6   |
| 2003     | San Antonio | 24     | 24     | 42,5   | 52,9  | 0,0    | 68,1 | 15,4    | 5,3     | 0,6    | 3,3    | 24,7   |
| 2004     | San Antonio | 10     | 10     | 40,5   | 52,2  | 0,0    | 63,2 | 11,3    | 3,2     | 0,8    | 2,0    | 22,1   |
| 2005     | San Antonio | 23     | 23     | 37,8   | 46,4  | 20,0   | 71,7 | 12,4    | 2,7     | 0,4    | 2,3    | 23,6   |
| 2006     | San Antonio | 13     | 13     | 37,9   | 57,3  | 0,0    | 71,8 | 10,5    | 3,3     | 0,9    | 1,9    | 25,9   |
| 2007     | San Antonio | 20     | 20     | 36,8   | 52,1  | 0,0    | 64,4 | 11,5    | 3,3     | 0,7    | 3,1    | 22,2   |
| 2008     | San Antonio | 17     | 17     | 39,2   | 44,9  | 20,0   | 62,6 | 14,5    | 3,3     | 0,9    | 2,1    | 20,2   |
| 2009     | San Antonio | 5      | 5      | 32,7   | 53,2  | 0,0    | 60,7 | 8,0     | 3,2     | 0,6    | 1,2    | 19,8   |
| 2010     | San Antonio | 10     | 10     | 37,3   | 52,0  | 50,0   | 47,8 | 9,9     | 2,6     | 0,8    | 1,7    | 19,0   |
| 2011     | San Antonio | 6      | 6      | 35,3   | 47,8  | 0,0    | 62,5 | 10,5    | 2,7     | 0,5    | 2,5    | 12,7   |
| 2012     | San Antonio | 14     | 14     | 33,1   | 49,5  | 0,0    | 70,7 | 9,4     | 2,8     | 0,7    | 2,1    | 17,4   |
| 2013     | San Antonio | 21     | 21     | 35,0   | 47,0  | 0,0    | 80,6 | 10,2    | 1,9     | 0,8    | 1,6    | 18,1   |
| 2014     | San Antonio | 23     | 23     | 32,7   | 52,3  | 0,0    | 76,0 | 9,1     | 1,9     | 0,3    | 1,3    | 16,3   |
| 2015     | San Antonio | 7      | 7      | 35,7   | 58,9  | 0,0    | 55,9 | 11,1    | 3,3     | 1,3    | 1,4    | 17,9   |
| 2016     | San Antonio | 10     | 10     | 21,8   | 42,3  | 0,0    | 71,4 | 4,8     | 1,4     | 0,2    | 1,3    | 5,9    |
| Carrière |             | 251    | 251    | 37,3   | 50,1  | 14,3   | 68,9 | 11,4    | 3,0     | 0,7    | 2,3    | 20,6   |

### Records
Les records personnels de Tim Duncan, officiellement recensés par la NBA sont les suivants :
| Type de statistique        | Saison régulière | Saison régulière           | Saison régulière | Playoffs | Playoffs                | Playoffs      |
| Type de statistique        | Record           | Adversaire                 | Date             | Record   | Adversaire              | Date          |
| -------------------------- | ---------------- | -------------------------- | ---------------- | -------- | ----------------------- | ------------- |
| Points                     | 53               | Mavericks de Dallas        | 26 décembre 2001 | 41       | Mavericks de Dallas     | 22 mai 2006   |
| Paniers marqués            | 19               | 3 fois                     |                  | 16       | 2 fois                  |               |
| Paniers tentés             | 34               | Magic d'Orlando            | 5 décembre 2003  | 30       | Mavericks de Dallas     | 5 mai 2002    |
| Paniers à 3 points réussis | 1                | 30 fois                    |                  | 1        | 5 fois                  |               |
| Paniers à 3 points tentés  | 2                | 12 fois                    |                  | 2        | 2 fois                  |               |
| Lancers francs réussis     | 17               | Jazz de l'Utah             | 17 janvier 2002  | 19       | @ Mavericks de Dallas   | 22 mai 1999   |
| Lancers francs tentés      | 24               | Mavericks de Dallas        | 13 février 2001  | 23       | 2 fois                  |               |
| Rebonds offensifs          | 12               | @ Kings de Sacramento      | 12 février 2002  | 9        | Suns de Phoenix         | 29 avril 2008 |
| Rebonds défensifs          | 23               | @ Heat de Miami            | 1er février 2003 | 20       | 2 fois                  |               |
| Rebonds totaux             | 27               | Hawks d'Atlanta            | 27 janvier 2010  | 25       | @ Lakers de Los Angeles | 14 mai 2002   |
| Passes décisives           | 11               | 2 fois                     |                  | 11       | SuperSonics de Seattle  | 20 avril 2002 |
| Interceptions              | 8                | @ Nuggets de Denver        | 9 février 2000   | 4        | 2 fois                  |               |
| Contres                    | 9                | Grizzlies de Memphis       | 26 janvier 2007  | 9        | Suns de Phoenix         | 18 mai 2007   |
| Balles perdues             | 10               | @ Warriors de Golden State | 4 mars 1998      | 10       | @ Lakers de Los Angeles | 7 mai 2002    |
| Minutes jouées             | 52               | @ Kings de Sacramento      | 27 avril 1999    | 51       | Suns de Phoenix         | 19 avril 2008 |

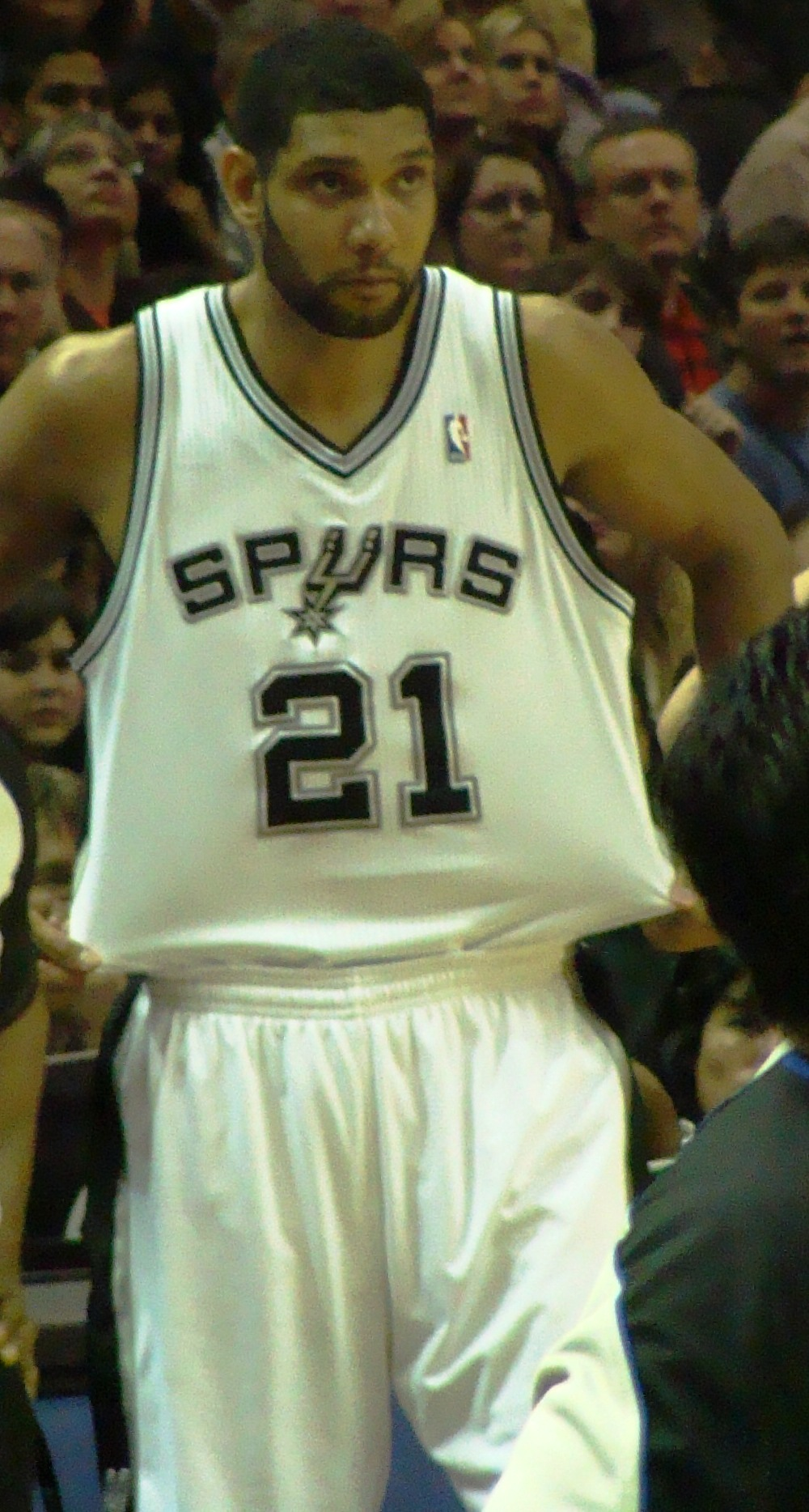
Tim Duncan en décembre 2010.

- Double-double : 1005 (dont 164 en playoffs) (au terme de sa carrière)[29]
- Triple-double : 8 (dont 4 en playoffs incluant 1 en Finales NBA)

## Jeux olympiques
Bien que né aux Îles Vierges, Duncan obtient la nationalité américaine et est membre de l'équipe nationale des États-Unis lors du tournoi qualificatif pour les Jeux olympiques de Sydney en 2000. Mais une blessure au genou l'empêche de participer aux Jeux olympiques.
Quatre ans plus tard, il participe de nouveau au tournoi qualificatif pour les Jeux olympiques de 2004, et participe cette fois au tournoi olympique où les États-Unis ne ramènent que le bronze.
Il est l'un des seuls grands joueurs à ne pas avoir décliné l'invitation à ces jeux, quand d'autres joueurs ont évoqué des raisons de sécurité (la peur des attentats), ou de santé, souvent prétextes pour masquer leur manque d'intérêt pour un titre olympique[réf. nécessaire].
Après la défaite des Jeux de 2004, Duncan déclare qu'il est « à 95 % sûr que sa carrière FIBA est terminée » et que « la FIBA craint » au micro d'un journaliste

## Palmarès

### En sélection nationale
- Médaille de bronze aux Goodwill Games de 1994 (it)
- Médaille d'or à l'Universiade de 1995 (en)
- Médaille d'or au Championnat des Amériques de 1999
- Médaille d'or au Championnat des Amériques de 2003
- Médaille de bronze aux Jeux olympiques d'été de 2004.

### En franchise
- 5 × Champion NBA : 1999, 2003, 2005, 2007 et 2014 avec les Spurs de San Antonio.
- 6 × Champion de la Conférence Ouest : 1999, 2003, 2005, 2007, 2013 et 2014 avec les Spurs de San Antonio.
- 4 × Champion de la Division Midwest : 1999, 2001, 2002 et 2003 avec les Spurs de San Antonio.
- 8 × Champion de la Division Southwest : 2005, 2006, 2009, 2011, 2012, 2013, 2014 et 2016 avec les Spurs de San Antonio.
- 1 × Vainqueur de l'Open McDonald's : 1999 avec les Spurs de San Antonio.

### Distinctions personnelles
- 2 × NBA Most Valuable Player de la saison régulière : 2002 et 2003.
- 3 × NBA Finals Most Valuable Player Award : 1999, 2003 et 2005.
- 1 × NBA Rookie of the Year : 1998.
- 1 × NBA All-Rookie First Team : 1998.
- 10 × All-NBA First Team : 1998, 1999, 2000, 2001, 2002, 2003, 2004, 2005, 2007 et 2013.
- 3 × All-NBA Second Team : 2006, 2008 et 2009.
- 2 × All-NBA Third Team : 2010 et 2015.
- 8 × NBA All-Defensive First Team : 1999, 2000, 2001, 2002, 2003, 2005, 2007 et 2008.
- 7 × NBA All-Defensive Second Team : 1998, 2004, 2006, 2009, 2010, 2013 et 2015.
- 15 × Sélectionné au NBA All-Star Game : 1998, 2000, 2001, 2002, 2003, 2004, 2005, 2006, 2007, 2008, 2009, 2010, 2011, 2013 et 2015.
- 1 × Élu NBA All-Star Game Most Valuable Player Award : 2000 avec Shaquille O'Neal.
- 1 × Sportif de l'année selon Sports Illustrated : 2003 (avec son coéquipier David Robinson).
- 2 × Best NBA Player ESPY Award : 2000 et 2003.
- 1 × IBM Award : 2002.
- 1 × MVP de l'Open McDonald's : 1999.
- 1 × Joueur ayant réussi le plus de tirs de la saison de NBA : 2002 (764).
- 1 × Joueur ayant marqué le plus de lancers-francs de la saison de NBA : 2002 (560).
- 1 × Joueur ayant pris le plus de rebonds de la saison de NBA : 2002 (1042).
- 1 × Joueur ayant pris le plus de rebonds défensifs de la saison de NBA : 2002 (774).
- Introduit au National Collegiate Basketball Hall of Fame : 2017[31].

- Élu au Naismith Memorial Hall of Fame en 2021.

## Records
- L'un des 10 joueurs de l'histoire de la NBA à remporter le trophée de MVP de la saison deux années consécutives, il est le 8e à l'avoir accompli.
- Nommé 14 fois dans la NBA All-Defensive Team.
- Seul joueur avec Magic Johnson (3), Michael Jordan (6), Shaquille O'Neal (3) et LeBron James (4), à compter au moins 3 titres de MVP des Finales NBA.
- Joueur ayant réalisé le plus de contres de l'histoire des playoffs avec 568 contres.
- Plus grand nombre de rebonds défensifs de l'histoire des playoffs avec 2081 prises.
- Plus grand nombre de double-double de l'histoire des playoffs avec 164, devant Magic Johnson (157).
- Plus grand nombre de minutes jouées en playoffs de l'histoire avec 8902 minutes (devant Kareem Abdul-Jabbar ).
- Seul joueur avec Kareem Abdul-Jabbar, Karl Malone et Shaquille O'Neal à compiler au moins 4 000 points et 2 000 rebonds en carrière en playoffs.
- Plus grand nombre de rebonds défensifs lors d'une campagne de playoffs avec 273 prises en 2003.
- Joueur ayant réalisé le plus de contres dans une série de 6 matches de playoffs avec 32 contres lors de la Finales NBA opposant les Spurs aux Nets du New Jersey en 2003 (double record NBA, record de playoffs et des Finales NBA).
- Plus grand nombre de rebonds défensifs en un match de playoffs avec 20 rebonds défensifs le 25 avril 2003 et autant le 14 mai 2002 (détient ce record avec Kevin Garnett lui aussi ayant réalisé cette performance à deux reprises).

## Pour approfondir